# Novorossijsk
Novorossijsk (rusky Новороссийск, ukrajinsky Новоросійськ) je přístavní město v Ruské federaci. Leží na jihu evropské části země na pobřeží Černého moře. Administrativně náleží ke Krasnodarskému kraji, historicky pak ke Kubáni.
Žije zde přibližně 262 tisíc obyvatel. Novorossijsk je největším černomořským přístavem Ruské federace a konečnou stanicí železniční tratě z Krasnodaru. Součástí přístavu je také významná ruská vojenská námořní základna Černomořského loďstva. Roku 1973 obdržel titul Město-hrdina.
Prvním starostou Novorossijska byl český lékař P. Penčul, jehož přičiněním byla postavena nemocnice, divadlo, vodovod, silnice, bylo zavedeno elektrické osvětlení.
Zemřel zde ruský předbolševický politik a antisemita Vladimir Puriškevič.